# 藤原盛兼
藤原 盛兼（ふじわら の もりかね）は、鎌倉時代前期の公卿。藤原盛能の子。母は藤原季佐の娘。官位は正二位・権中納言。

## 経歴
- 建久9年（1198年）：従五位下。
- 建保6年（1218年）：左少将。
- 建保7年（1219年）：信濃介。
- 貞応元年（1222年）：左中将。
- 元仁元年（1224年）：蔵人頭。
- 嘉禄元年（1225年）：参議。従三位。この頃播磨守。
- 嘉禄2年（1226年）：宣陽門院の院司となる。
- 嘉禄3年（1227年）：権中納言、中宮権大夫を兼ねる。
- 安貞元年（1227年）：宣陽門院の六条御所を造進した。
- 天福元年（1233年）：盛兼の殺害計画が露見する。
- 嘉禎3年（1237年）：正二位。
- 寛元2年（1244年）：出家。

## 系譜
- 父：藤原盛能
- 母：藤原季佐娘
- 妻：滋野井実宣娘